# Glypta nevadana
Glypta nevadana là một loài tò vò trong họ Ichneumonidae.